# اوباکه
اوباکه (انگلیسی: Ubaque) یک منطقه مسکونی در کلمبیا است.